# Elecciones estatales de Durango de 1992
Las Elecciones estatales de Durango de 1992 se llevaron a cabo el domingo 2 de agosto de 1992, y en ellas se renovaron los siguientes cargos de elección popular en el estado mexicano de Durango:
- Gobernador de Durango. Titular del Poder Ejecutivo del estado, electo para un periodo de seis años no reelegibles en ningún caso, el candidato electo fue Maximiliano Silerio Esparza.
- 39 ayuntamientos, compuestos por un Presidente Municipal y regidores, electo para un período de tres años, no reelegibles en un período inmediato.
- 42 diputados al Congreso electos por mayoría de cada uno de los distritos electorales.

## Resultados electorales

### Gobernador
|  | 34.1 % |

|  | 52.8 % |

|  | 3.0 % |

|  | 8.3 % |

|  | 100.00 % |

### Ayuntamientos

#### Ayuntamiento de Durango
- Alejandro González Yáñez  Hecho

#### Ayuntamiento de Mapimí
- Humberto Barraza Espinoza  Hecho